# شينساكو ماتشيدامي
شينساكو ماتشيدامي (باليابانية: 持留 新作) (29 أبريل 1988 في كادوما في اليابان – )؛ هو لاعب كرة قدم ياباني سابق كان يلعب كمدافع.

## وصلات خارجية
- شينساكو ماتشيدامي على موقع رابطة كرة القدم اليابانية للمحترفين (اليابانية)
- شينساكو ماتشيدامي على موقع قاعدة بيانات كرة القدم.إي يو (الإنجليزية)
- شينساكو ماتشيدامي على موقع Soccerway.com (الإنجليزية)